# کنی، استونی
کنی (به لاتین: Keeni) یک روستا در استونی است که در دهستان اوتپا واقع شده‌است. کنی ۳۳۱ نفر جمعیت دارد.